# Kang Young-mi
Kang Young-mi (kor. 강영미, ur. 1 marca 1985 w Inczon) – koreańska szpadzistka, srebrna medalistka olimpijska i trzykrotna medalistka mistrzostw świata.
Podczas igrzysk olimpijskich w Rio de Janeiro w 2016 roku była szósta drużynowo i czternasta indywidualnie. Na rozgrywanych cztery lata później igrzyskach olimpijskich w Tokio wspólnie z Choi In-jeong, Lee Hye-in i Song Se-ra zdobyła drużynowo srebrny medal. W zawodach indywidualnych zajęła tym razem dziewiętnastą pozycję.
Na mistrzostwach świata w Wuxi w 2018 roku zdobyła srebrny medal w zawodach drużynowych. Podczas mistrzostw świata w Kairze w 2022 roku Koreanki z Choi w składzie wywalczyły drużynowo złoty medal, a na rozgrywanych rok później mistrzostwach świata w Mediolanie zajęły trzecie miejsce. 
Zdobyła także złoto indywidualnie i srebro drużynowo na igrzyskach azjatyckich w Dżakarcie (2018) oraz złoto drużynowo na igrzyskach azjatyckich w Hangzhou (2022).
Ponadto wielokrotnie zdobywała medale mistrzostw Azji, w tym złote indywidualnie na mistrzostwach Azji w Hongkongu (2017) oraz drużynowo na mistrzostwach Azji w Singapurze (2015), mistrzostwach Azji w Wuxi (2016), mistrzostwach Azji w Tokio (2019) i mistrzostwach Azji w Seulu (2022)